# Asphyxie (film)
Pour le terme médical, voir Asphyxie.
Pour plus de détails, voir Fiche technique et Distribution.
Asphyxie (Kičma) est un film yougoslave réalisé par Vlatko Gilić, sorti en 1975.

## Synopsis
Un microbiologiste enquête sur une mauvaise odeur qui se répand dans Belgrade et semble être corrélée à l'augmentation du taux de suicide de la population.

## Fiche technique
- Titre : Asphyxie
- Titre original : Kičma
- Réalisation : Vlatko Gilić
- Scénario : Vlatko Gilić
- Musique : Walter Scharf
- Photographie : Branko Ivatovic et Zivorad Milic
- Montage : Olga Skrigin (sr)
- Production : Svetlana Jovanovic et Dan Tana
- Société de production : Avala Film, CFS et Dan Tana
- Pays de production :  Yougoslavie
- Genre : Drame et horreur
- Durée : 91 minutes
- Date de sortie : 
  - Yougoslavie : 1975

## Distribution
- Dragan Nikolić : Pavle Gvozdenovic
- Predrag Lakovic : Pepi
- Mira Banjac
- Milutin Butkovic
- Stanislava Janjic : Ana
- Jelisaveta Sablic
- Nada Skrinjar : Bolesnica
- Miroljub Leso
- Neda Spasojevic
- Djordje Jelisic
- Renata Ulmanski : la femme dans le café
- Sladjana Matovic : Jelena
- Dragomir Felba
- Danilo Stojkovic : l'homme dans le café
- Jelena Cvorovic
- Jelka Utornik
- Tasko Nacic
- Adam Cabric : un médecin
- Slobodan Cvetanovic : un médecin
- Nikola Gvozdenovic : le peintre
- Vladimir Madzar : un médecin
- Jelena Radovic
- Pavle Stefanovic : l'écrivain

## Distinctions
Le film a été présenté en sélection officielle en compétition au Festival de Cannes 1977.